# Kiselica (Czarnogóra)
Kiselica (cyr. Киселица) – wieś w Czarnogórze, w gminie Podgorica. W 2011 roku liczyła 18 mieszkańców.